# TV Girl
TV Girl — американський інді-поп гурт із Сан-Дієґо, штат Каліфорнія, до складу якого входять Бред Пітерінг, Джейсон Вайман і Ваятт Хармон. Станом на 2023 рік група базується в Лос-Анджелесі.
Гурт випустив свої перші три мініальбоми у 2010 році та мікстейп у 2012 році. Після цього вони випустили свій дебютний альбом French Exit у 2014 році. Їхній другий альбом, Who Really Cares, був випущений у 2016 році, а наступні альбоми вийшли у 2018 (Death of a Party Girl) і 2023 (Grapes Upon the Vine), а також випускалися спільні альбоми та мініальбоми.

## Історія
TV Girl була створена в Сан-Дієґо у 2010 році друзями Трангом Нхо і Бредом Пітерінгом як дозвілля без особливих амбіцій, крім експериментів і тусовок. Того ж року гурт випустив свій однойменний дебютний мініальбом, який привернув увагу, коли вони семплували сольну версію Тодда Рундгрена 1973 року «Hello It's Me» у своїй пісні «If You Want It» з мініальбому що призвело до повідомлення про видалення гурту від Rhino Entertainment, яка володіє повними правами на пісню Rundgren.
У 2011 році група випустила свій другий мініальбом з чотирьох треків, Benny and the Jetts, а також музичне відео на пісню «Baby You Were There» з мініальбому. На момент релізу Джоел Вільямс також приєднався до групи.
У квітні 2012 року TV Girl випустили сингл «I Wonder Who She's Kissing Now» який став частиною їхнього першого мікстейпу The Wild, The Innocent, The TV Shuffle, випущеного через місяць. Мікстейп було роздано безкоштовно разом із книжкою-розмальовкою, яку можна завантажити. Реліз міг би стати їх дебютним альбомом, але, за словами Петерінга та Нго, цей твір було більш доцільно визначити як мікстейп.
У 2013 році вони випустили сингл «She Smokes in Bed», який став частиною третього мініальбому TV Girl Lonely Women. Того ж року TV Girl зазнала кардинальних змін, коли Нго покинув гурт, залишивши Пітерінга єдиним учасником. Пітерінг, який раніше зосереджувався на бітах, безперешкодно взяв на себе роль головного вокаліста після відходу Нго. Невдовзі після цього Джейсон Ваймен і Вятт Гармон об'єднали зусилля з Пітерінгом.
У 2014 році TV Girl випустили свій дебютний альбом French Exit, який журнал Bandwagon Magazine назвав «надзвичайно солідним».

## Артистизм

### Вплив на гурт
TV Girl часто використовують у своїй музиці семпли пісень та медіа з 1960-х років. Приклад цього можна почути в пісні «Lovers Rock», де мінусовка створена з лупу зі вступу в синглі від гурту The Shirelles «The Dance is Over», котрий спочатку був випущений у 1960 році. У дописі на Reddit, Петерінг пише, що «..ніколи не втомлюся шукати стару та незрозумілу музику. Я слухаю багато музики, і я знаходжу свої лупи та мелодії таким чином».

### Музичний стиль і написання пісень
Гурт використовує жанр, який непросто визначити, головним чином надихаючись плундерфонікою, інді-попом, lo-fi та електронною музикою, яка міститься в більшості їхніх творів (з'являється в альбомах French Exit, Who Really Cares, Death of a Party Girl і Summer's Over), в той час, як в інших творах міститься більше елементів, подібних до тріп-хопу (зокрема, у Who Really Cares і Maddie Acid's Purple Hearts Club Band), а в деяких випадках — більш мейнстрімові характеристики, пов'язані з госпелом, гаражним хаусом, фанком і навіть джазом (специфічний для Grapes Upon the Vine). Загалом гурт проголошує себе «гіпнотичною поп-групою» завдяки використанню семплінгу, клавішних та ефектів реверберації. Гурт був засмучений, коли їх музику назвали «залитою сонцем каліфорнійською поп-музикою», вказуючи на те, що в їхній музиці немає ліричних алюзій, які виправдовували б таку назву.
Лірично, більша частина дискографії TV Girl стосується кохання та взаємин між людьми. Одним із прикладів цієї тенденції є пісня «Lovers Rock», балада про кохання, названа на честь піджанру реггі — Lovers' rock. Тематика їхніх пісень містить ностальгію та сум, але водночас саркастизм та гумор. Деякі мотиви в текстах гурту включають ''розбите серце'', цинізм, спогади, сигарети, волосся, секс, жіночі імена та самотність.

### Брендинг
Обкладинки альбомів TV Girl використовують колор-блокінг зображень з 1960-х та 70-х років (наприклад, «The Classic Nude» Джорджа Гестера для «Who Really Cares»)."

## Члени гурту

### Поточні учасники
- Бред Пітерінг — Головний вокал (2010—тепер)
- Wyatt Harmon — Клавішні
- Джейсон Ваймен — Барабанни

### Колишні члени
- Трунг Нго — вокал (2010—2013)
- Джоел Вільямс — вокал (2010—2013)
- Ден Комін

### Учасники під час гастролів
- Зоя Зіман — бас (2022–тепер)[20]
- Джордана Най — бас, бек-вокал (2021–тепер)[21]

## Дискографія

### Студійні альбоми
| French Exit                                                                         | - Випущено: 5 червня 2014 р. - Позначка: Сам вийшов - Формат: LP, цифрове завантаження, потокове передавання  | 26 | —  |
| Who Really Cares                                                                    | - Випущено: 26 лютого 2016 р. - Позначка: Сам вийшов - Формат: LP, цифрове завантаження, потокове передавання | 6  | 67 |
| Death of a Party Girl                                                               | - Випущено: 8 трав. 2018 р. - Позначка: Сам вийшов - Формат: LP, цифрове завантаження, потокове передавання   | —  | —  |
| Grapes Upon the Vine                                                                | - Випущено: 30 червня 2023 р. - Позначка: Сам вийшов - Формат: LP, цифрове завантаження, потокове передавання | —  | —  |
| «—» позначає запис, який не потрапив у чарти або не був випущений на цій території. | |    |    |

### Мікстейпи
| Назва                                  | Подробиці                                                                                                 |
| -------------------------------------- | --- |
| The Wild, The Innocent, The TV Shuffle | - Випущено: 4 травня 2012 р - Лейбл: Greedhead Music - Формат: цифрове завантаження, потокове передавання |

### Альбоми з музичними колабораціями
| Назва                                                        | Подробиці |
| ------------------------------------------------------------ | --- |
| Maddie Acid's Purple Hearts Club Band (разом з Madison Acid) | - Випущено: 27 лютого 2018 р - Лейбл: Самостійний випуск - Формат: цифрове завантаження, потокове передавання |
| Summer's Over (разом з Джорданою)                            | - Випущено: 13 жовтня 2021 р - Лейбл: Grand Jury Music - Формат: цифрове завантаження, потокове передавання   |

### Демо альбоми
| Назва                                                      | Подробиці |
| ---------------------------------------------------------- | --- |
| Blurry Girls (Demos, Unreleased Songs, and Other Ephemera) | - Випущено: 21 червня 2012 р - Лейбл: Самостійний випуск - Формат: цифрове завантаження, потокове передавання |

### Мініальбоми
| Назва                                       | Подробиці |
| ------------------------------------------- | --- |
| TV Girl                                     | - Випущено: 21 жовтня 2010 р - Лейбл: Самостійний випуск - Формат: цифрове завантаження, потокове передавання |
| Benny and the Jetts                         | - Випущено: 25 липня 2011 р - Лейбл: Самостійний випуск - Формат: цифрове завантаження, потокове передавання  |
| Lonely Women                                | - Випущено: 18 червня 2013 р - Лейбл: Самостійний випуск - Формат: цифрове завантаження, потокове передавання |
| The Night In Question: French Exit Outtakes | - Випущено: 1 травня 2020 р - Лейбл: Самостійний випуск - Формат: цифрове завантаження, потокове передавання  |

### Сінгли
| Назва                                      | Рік  | Альбом             | Примітки |
| ------------------------------------------ | ---- | ------------------ | -------- |
| «Girls Like Me»                            | 2011 | Не альбомні сінгли |          |
| «Sarah (Meet Me in the Sauna)»             | 2011 | Не альбомні сінгли |          |
| «Diet-Coke»                                | 2012 | Не альбомні сінгли |          |
| «I Wonder Who She's Kissing Now»           | 2012 | Не альбомні сінгли |          |
| «She Smokes In Bed»                        | 2013 | Не альбомні сінгли |          |
| «Average Guy (Blame)» (with Monster Rally) | 2013 | Не альбомні сінгли | [ a ]    |
| «Natalie Wood»                             | 2015 | Не альбомні сінгли |          |

### Інші пісні що занесені в чарти та є сертифікованими
| Назва                                                                               | Рік  | Найвища позиція в чарті | Найвища позиція в чарті | Найвища позиція в чарті | Найвища позиція в чарті | Найвища позиція в чарті | Найвища позиція в чарті | Найвища позиція в чарті | Найвища позиція в чарті | Найвища позиція в чарті | Найвища позиція в чарті | Сертифікація  | Альбом                |
| Назва                                                                               | Рік  | US Bub.                 | US Rock                 | CAN                     | CIS                     | EST                     | IRE                     | LTU                     | LVA                     | UK                      | UK Indie                | Сертифікація  | Альбом                |
| ----------------------------------------------------------------------------------- | ---- | ----------------------- | ----------------------- | ----------------------- | ----------------------- | ----------------------- | ----------------------- | ----------------------- | ----------------------- | ----------------------- | ----------------------- | ------------- | --------------------- |
| «Lovers Rock»                                                                       | 2014 | —                       | 13                      | 90                      | 149                     | 126                     | 82                      | 35                      | 101                     | 84                      | 27                      | - BPI: Silver | French Exit           |
| «Cigarettes Out the Window»                                                         | 2016 | 20                      | 17                      | —                       | —                       | —                       | —                       | 36                      | —                       | —                       | 46                      | - BPI: Silver | Who Really Cares      |
| «Not Allowed»                                                                       | 2016 | 4                       | 13                      | —                       | —                       | —                       | —                       | 27                      | —                       | —                       | 34                      | - BPI: Silver | Who Really Cares      |
| «Blue Hair»                                                                         | 2018 | —                       | 11                      | —                       | —                       | —                       | 95                      | 99                      | —                       | —                       | 35                      | - BPI: Silver | Death of a Party Girl |
| «Better in the Dark» (разом з Jordana)                                              | 2021 | —                       | 36                      | —                       | —                       | —                       | —                       | —                       | —                       | —                       | —                       |               | Summer's Over         |
| «—» позначає що цей запис не потрапив у чарти або не був випущений на цій території |      |                         |                         |                         |                         |                         |                         |                         |                         |                         |                         |               |                       |

### Продюсовані альбоми
- Posthumous Release[en] (посмертний випуск) (2013) (від Coma Cinema)[38]
- Ace of Tre (2023) (від Varial Heel)